# セララン兵営事件

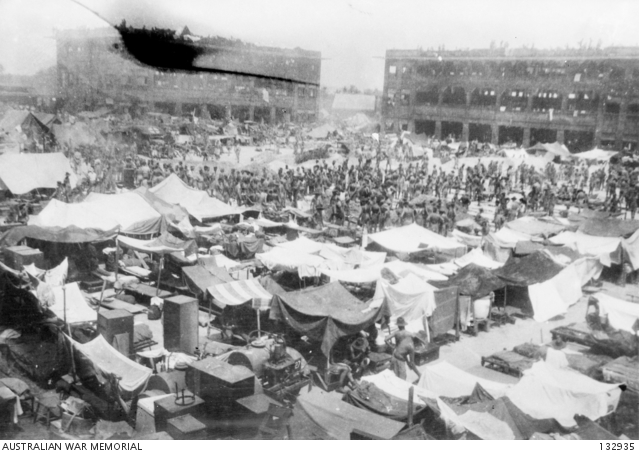
1942年9月4日、セララン兵営の連合軍捕虜。この写真は捕虜の1人が秘かに撮影して隠し持ち、のちオーストラリア戦争記念館に寄贈された。

セララン兵営事件（セラランへいえいじけん）は、1942年9月初めに、シンガポールのチャンギーの捕虜収容所で、日本軍（馬来俘虜収容所）が、捕虜の脱走の再発防止のため、先に脱走して再収容した4人の連合軍捕虜を見せしめに銃殺し、捕虜約15,000人を収容人員900人弱のセララン兵営に移動させる虐待を行って、捕虜全員に脱走しない旨の誓約書への署名を強要した事件。1946年にイギリス軍シンガポール裁判で裁かれた。

## 背景
1942年2月15日にマレー半島の連合軍は日本軍(第25軍)に降伏し、5万人を超える連合軍兵士が日本軍の捕虜となり、チャンギーその他の捕虜収容所に収容された。
1942年9月に、それまで第25軍の指揮下にあったマラヤの各捕虜収容所は陸軍省俘虜情報局の所管に移ることになり、福栄真平少将が馬来俘虜収容所の所長となった。
福栄が所長となってから間もなく、捕虜4人がブキティマの収容所から脱走を企て、数日後に拘束されて元の収容所に戻されていた。

## セララン事件

### 「捕虜宣言」の拒否と移動命令
福栄少将は、チャンギーの連合軍捕虜を統率していたマンチェスター連隊のE.B.ホウムズ大佐に、全ての捕虜に、脱走を企てないとの誓約書に署名させるよう要請したが、署名を希望する捕虜はなく、ホウムズ大佐はこれを拒否していた。
1942年9月2日、拒否の翌日、チャンギーの連合軍捕虜のうち、傷病者を除く約15,000人に、即日セララン兵営に移動するよう命令が下された。
セララン兵営はかつてゴードン高地地方部隊が使用していた兵営で、広場の両側に2つずつ兵舎があり、周囲には排水溝が巡らされ、排水溝の外側にはインド国民軍の兵士が50メートルおきに歩哨に立っていた。収容人員は900人弱だったが、そこに約15,000人の捕虜が収容された。
兵営は過密状態となり、食糧や水も不十分な状態に置かれた。便所や手洗いもなく、そこから数ヤード先にある消火栓の使用も禁じられたため、捕虜たちは広場に便壷を掘る作業から始めた。敷地は極めて狭く、数ヤードの隙間に各人は住みかつ寝るほかなかった。ホウムズ大佐はそれでも「捕虜宣言」への署名を承諾しなかった。

### 脱走者の銃殺
同じ9月2日の12:00過ぎに、ベティン・クサ（Beting Kusah）の防空訓練所に近い海岸で、収容所から脱走しようとした濠軍ブリーヴィントン伍長ら英濠軍の軍人4人が銃殺された。
ホウムズ大佐と各区域の統率者は、4人の処刑に立ち会うよう命じられた。日本の大佐、通訳の岡崎中尉、その他何人かの将校も現場に立ち会っていた。捕虜4人のうち1人は病院から連行されたためパジャマ姿で現場に到着し、自分で立っていることができず他の2人に支えられていた。
ブリーヴィントン伍長が日本軍の将校に「脱走は自分の責任で他の者に罪はないから釈放してほしい」と言ったが返事はなかった。4人は目隠しをされないまま、インド人の将校4人によってまず手や腹を撃たれ、それから止めを刺された。軍法裁判は行われていなかった。処刑が終わった後、岡崎中尉が立ち会っていた連合軍の将校に向かって「いまの出来事をみて、部下に脱走しない旨の署名をするよう命じるべし」といった。

### 飢餓作戦と事件の終息
処刑によって却って捕虜たちの署名拒否の決意は強まり、食糧は更に減らされたが、その後3日間、セララン兵営での生活を続けた。
3日目の夜に、日本軍は、病院にいる感染症の患者ら5千名をセララン兵営に送ると通告してきた。捕虜たちは緊急集会を開き、当時ジフテリアが流行しており、既に便所は糞便で溢れて赤痢などの感染症患者が増加し、何人かの死者が出て兵営の狭い敷地内に埋められるなどしていたことから、ホウムズ大佐が全員を代理して「捕虜宣言」に署名することにした。
署名の翌日、捕虜たちが「セララン事件」あるいは「チャンギーの黒い穴」と呼んでいた事件は終息した。

## 「捕虜宣言」の強要
福栄少将による「捕虜宣言」の強要はシンガポールの他の収容所でも行われており、当時リバーヴァレー通りとハヴェロック通り（Havelock Road）の合同収容所の連合軍捕虜を統率していた英軍ヒース中佐とワイルド少佐は、1942年9月に誓約書への捕虜全員の署名を求められ、これが違法だと考えてチャンギーのホウムズ大佐に相談したところ、ホウムズ大佐はセララン兵営の事件を引き合いに、脅迫下にあるため署名するほかない、とした。

## 裁判

### 戦犯調査
戦後、戦犯調査にあたったワイルド少佐(1946年2月に大佐)は、セララン兵営での事件について調査し、通訳を尋問して4人の処刑と、命令したのが福栄少将であることについて証言を得た。
福栄少将(1942年12月に中将)は敗戦時第102師団長としてフィリピンに居たが、シンガポール裁判の戦犯容疑者第1号として召喚された。
インド人の銃殺隊を指揮し、自らも発砲したインド国民軍のラナ大尉はデリーで逮捕された。

### 公判
事件は、1946年2月22日から28日にかけて、ヴィクトリア記念館で行われたイギリス軍シンガポール裁判の最初の裁判で裁かれた。
福栄中将が、
- 1942年8月29日から9月6日にかけて、チャンギーにおいて、自らの監督下にある捕虜に命令して、脱走しない旨の宣誓文を書かせて拘束しようと企て、これを強制するため15,000人の捕虜を生活上の設備がまるでないセララン兵営に移動させるという虐待を行ったこと
- 1942年9月2日頃、自らの監督下にある捕虜のブリーヴィントン伍長ら4人を殺害したこと

が戦争犯罪にあたるとして起訴された。
1946年2月28日に、福栄中将に有罪、銃殺刑の判決が下った。

### 確認
同年3月12日に福栄中将は嘆願書を提出し、
- 捕虜に脱走しない旨の宣誓文を書かせて拘束しようと企てたのは、東京の陸軍省からの命令に従ったに過ぎない。さらに捕虜を1ヵ所に集めたのは捕虜を率いていたホウムズ大佐の示唆によるもので、捕虜は4日後には元の場所に戻した
- 第2の処刑については部下が許可なく計画・実行したもので、全く知らないし責任もない

と主張した。
また福栄は嘆願書の中で、俘虜収容所長を務めた3ヵ月半の間に、収容所に薬や医薬品を補給するなどしてレイディ・ヒース、ホウムズ大佐およびクレイヴン大佐から合計4通の感謝状をもらったと述べていた。
シンガポール地区司令L.H.コックス少将は確認にあたりワイルド大佐に報告を求め、ワイルド大佐は1946年4月5日付けで福栄中将について有利な材料は何も思い当たらず、福栄が俘虜収容所長に就任してから収容所が減らされて超過密状態となり、薬品や医療品は不足していて待遇が悪化したこと、その後他の収容所長が状況を改善したことに比して劣っていたこと、感状の提出が強要されていたことなどを報告した。
これを受けてコックス少将は嘆願書を却下し、判決を確認した。

### 処刑
1946年4月27日、かつてチャンギーの4人が銃殺された場所に連行され、福栄は天皇陛下万歳を叫んだ後、銃殺刑が執行された。